# Giovannini-Barrieren
Die Giovannini-Barrieren sind Hemmnisse einer Effizienzsteigerung der internationalen in Euro notierenden Finanzmärkte, die von der 1996 eingerichteten Giovannini-Gruppe benannt und festgestellt wurden, um die Europäische Kommission zu bewegen, die Finanzmärkte der EU zu vereinheitlichen und die Hemmnisse abzubauen. Sie wurde nach dem Vorsitzenden Alberto Giovannini (ehemals Banca di Roma) benannt.

## Hintergrund
Der im November 2001 herausgegebene vierte Bericht der Giovannini-Gruppe konzentrierte sich auf die aktuelle Situation und zukünftige Entwicklungen für grenzüberschreitende Clearing- und Abwicklungsvereinbarungen an den EU-Wertpapiermärkten (dieses Dokument wird häufig als der erste Giovannini-Bericht zu EU-Clearing- und Abwicklungsvereinbarungen bezeichnet).
Der Bericht nannte 15 „Barrieren“ für effiziente grenzüberschreitende Clearing und Abwicklung in dem Maße, dass diese zusätzliche Risiken und Kosten für Investoren darstellen, die an mehr als einem nationalen Markt agieren. Gemäß diesem Bericht ist eine Barriere „ein Merkmal, welches die Effizienz von Clearing- und Abwicklungsprozessen gegenüber einer inländischen Transaktion maßgeblich mindert“.
| Barriere    | Bezeichnung |
| ----------- | --- |
| Barriere 1  | Beseitigung nationaler Unterschiede in IT und Schnittstellen. |
| Barriere 2  | Nationale Einschränkungen (fehlende Wahlfreiheit) im Clearing- und Settlement-Bereich machen die Verwendung von multiplen Systemen erforderlich.                                                                 |
| Barriere 3  | Unterschiede in nationalen Regelungen in Bezug auf Kapitalmaßnahmen, (wirtschaftliches) Eigentumsrecht (beneficial owner) und Verwaltung (custody).                                                              |
| Barriere 4  | Fehlen einer untertägigen Settlement-Finalität. |
| Barriere 5  | Praktische Hindernisse für einen Fernzugang (cross border) zu nationalen Clearing- und Settlementssystemen (z. B. rechtliche Schlechterstellung von ausländischen Teilnehmern gegenüber nationalen Teilnehmern). |
| Barriere 6  | Nationale Unterschiede bei den Abwicklungszyklen (t+2, t+3). |
| Barriere 7  | Nationale Unterschiede bei Öffnungszeiten/Settlement deadlines. |
| Barriere 8  | Nationale Unterschiede in der Wertpapieremissionspraxis. |
| Barriere 9  | Nationale Beschränkung bei der Wahl des Verwahrorts von Wertpapieren. |
| Barriere 10 | Nationale Beschränkung bei der Ausübung der Tätigkeiten von Primärhändlern und Market Makern. |
| Barriere 11 | Innerstaatliche Quellensteuer-Vorschriften, die dazu dienen, ausländische Intermediäre (Teilnehmer) zu benachteiligen.                                                                                           |
| Barriere 12 | Transaktionssteuern, die mittels einer Funktionalität, die im lokalen Settlement System integriert ist, einbehalten werden.                                                                                      |
| Barriere 13 | Fehlen einer EU-weiten Regelung zu Handhabung von Eigentümerinteressen an Wertpapieren. |
| Barriere 14 | Nationale Unterschiede in der gesetzlichen Behandlung von bilateralem Netting bei Finanztransaktionen. |
| Barriere 15 | Uneinheitliche Vorschriften bezüglich der Anwendbarkeit des jeweiligen geltenden Rechts (Kollisionsrecht). |

Marktteilnehmer haben nur langsam auf den Bericht vom November 2001 reagiert, hauptsächlich aufgrund der Tatsache, dass es keine gemeinsame Vorgehensweise aller betroffenen Teilnehmer gab.

Im zweiten Giovannini-Bericht zu EU-Clearing- und Abwicklungsvereinbarungen (April 2003) wurde daraufhin empfohlen, dass die Barrieren „durch eine Reihe technischer Standards, Marktkonventionen, Richtlinien, Bestimmungen und Gesetze ersetzt werden sollen, die Bereitstellung von Post-Trade-Dienstleistungen in einem barrierefreien Umfeld ermöglichen sollen“.

Um diese Barrieren effizient zu beseitigen, wurden Organisationen involviert.
| Barriere   | Aufgabe | Beseitigung durch |
| ---------- | --- | --- |
| Barriere 1 | Beseitigung nationaler Unterschiede in IT und Schnittstellen.                                                                                       | SWIFT |
| Barriere 3 | Unterschiede in nationalen Regelungen in Bezug auf Kapitalmaßnahmen, (wirtschaftliches) Eigentumsrecht (beneficial owner) und Verwaltung (custody). | EU-Rat, nationale Regierungen, European Corporate Security Association (ECSA), European Central Securities Depositories Association (ECSDA) |
| Barriere 4 | Fehlen einer untertägigen Settlement-Finalität. | ECSDA (Abstimmung mit ESCB und Committee of European Securities Regulators (CESR))                                                          |
| Barriere 6 | Nationale Unterschiede bei den Abwicklungszyklen (t+2, t+3).                                                                                        | European Securities Forum (ESF) – ECSDA |
| Barriere 7 | Nationale Unterschiede bei Öffnungszeiten/Settlement deadlines.                                                                                     | ECSDA (Abstimmung mit ESCB-CESR) |
| Barriere 8 | Nationale Unterschiede in der Wertpapieremissionspraxis.                                                                                            | International Primary Market Association (IPMA) und Association of National Numbering Agencies (ANNA)                                       |

## Barriere 1
Bei der Barriere 1 handelt es sich um den ungehinderten technischen Zugang zu Clearing- und Abrechnungsdienstleistungen in den EU-Mitgliedstaaten. Zum Teil existieren (historisch bedingt) proprietäre Schnittstellenformate zu zentralen Clearing- und Abrechnungssystemen in den einzelnen Märkten. Diese werden zwar von den meisten Inlandsteilnehmern unterstützt, stellen aber ein Hemmnis für ausländische Teilnehmer dar. Dies bedeutet wiederum Effizienzverlust bzw. Kostenerhöhung im Bereich der grenzüberschreitenden Wertpapierabwicklung.
Mit der Lösung des Problems wurde SWIFT beauftragt. SWIFT versucht derzeit, Kommunikations-Standards zu erstellen und zu erheben, wie weit die einzelnen Institutionen von diesen entfernt sind, also eine Gap-Analyse durchzuführen.

## Barriere 3
Die Einzelarbeiten von Marktteilnehmern, die zum Abbau der Giovannini-Barriere 3 beitrugen, wurden daher im Sommer 2007 durch die Einrichtung der Corporate Actions Joint Working Group (CAJWG) ersetzt, die die wichtigsten Gruppen, d. h. Emittenten, Marktinfrastrukturen und Intermediäre, umfasst.

Ziel der CAJWG ist die Ausarbeitung umfassender Marktstandards für die operative Abwicklung aller Arten von Kapitalmaßnahmen, einschließlich des Transaktionmanagements.

Das CAJWG-Konsultationspapier „Market Standards for Corporate Actions Processing“ (Marktstandards für die Abwicklung von Kapitalmaßnahmen – überarbeitete Version vom 30. März 2009) liefert die endgültige Vereinbarung zur Einführung harmonisierter Abwicklungstage für Kapitalmaßnahmen. Im Rahmen dieser Harmonisierung soll die „Record Date“-Verarbeitung an europäischen Märkten eingeführt werden.

## Barriere 4 & 7
Harmonisierung der Öffnungszeiten und Settlement Deadlines sowie Intra-day settlement.

Als ein Hemmnis im Bereich der grenzüberschreitenden Wertpapierabwicklung (cross border settlement) identifizierten die Giovannini-Berichte unterschiedliche Öffnungszeiten, Feiertagsregelungen sowie Abwicklungszyklen in den EU-Mitgliedstaaten. In den Barrieren 4 & 7 wird auf die inhomogenen Abwicklungszeiten und Systemverfügbarkeiten der Wertpapierabwickler hingewiesen, welche zu zeitlichen Verzögerungen bei der grenzüberschreitenden Wertpapierabwicklung führen können.
Zur Beseitigung hat die ECSDA Standards ausgearbeitet, auf die sich die lokalen Central Securities Depositorys (CSDs) verpflichtet haben.
Die Kernpunkte dieser Standards sind, dass:
- alle CSDs an den Öffnungstagen des  TARGET-Systems geöffnet haben. Derzeit sind somit die Wertpapierabwicklungssysteme der CSDs mit Ausnahme von 6 festgelegten Feiertagen im Jahr an allen Werktagen geöffnet
- diese Systeme an diesen Tagen mindestens von 7:00 bis 18:00 zur Verfügung stehen, wobei die letzten Geschäfte gegen Zahlung zumindest bis 16:00 abzuwickeln sind.
- es sich bei den Systemen um Echtzeitsysteme handelt oder dass diese Systeme zumindest pro Stunde einen Abwicklungslauf (Batch-Zyklus) durchführen.

Gemäß dem letzten Umsetzungsbericht der ECSDA erfüllen die meisten CSDs inzwischen diese Standards. Wie weit diese Standards auch auf Kommerzbanken Anwendung finden soll ist noch nicht geklärt.

## Barriere 11 & 12
Die Sachverständigengruppe der Europäischen Kommission für Fragen der Einhaltung der Steuervorschrift (Fiscal Compliance Group (FISCO)) auf dem Gebiet von Abrechnung und Abwicklung, wird die Kommission zur Beseitigung von Steuerhemmnissen beraten, die bei der Abrechnung und Abwicklung von grenzübergreifenden Wertpapiergeschäften in der EU auftreten. Ihr primäres Ziel ist keine Vereinheitlichung von Steuersätzen, sondern eine Vereinheitlichung der Prozesse, die mit der Steuerabwicklung (z. B.: Doppelbesteuerungsabkommen, Kapitalgewinnsteuer …) zusammenhängen.

## Barriere 13 & 15
So gut auch das innerstaatliche Depotrecht organisiert sein mag, im grenzüberschreitenden Wertpapierverkehr ergeben sich zwangsläufig Hindernisse, da sich die einzelnen Rechtssysteme unterscheiden. Zur Lösung der Probleme wurde von der EU-Kommission die Legal Certainty Group eingesetzt. Die Gruppe prüft Fragen der Rechtsunsicherheit, die in Bezug auf die Integration der EU-Wertpapier-Clearing- und Abrechnungssysteme bestehen.
Der Grundgedanke ist, dass sich mit der Buchung am Depot bestimmte Rechte des Depotinhabers ergeben. Neben der Legal Certainty Group gibt es insbesondere 2 weitere internationale Initiativen.
Die Haager Wertpapierkonvention und die UNIDROIT-Initiative.